# Hemmo Silvennoinen
Hemmo Silvennoinen född 6 november 1932 i Kesälax, död 4 december 2002 i Vanda, var en finländsk backhoppare som representerade Puijon Hiihtoseura (i Kuopio) och Helsingin Toverit (i Helsingfors).

## Karriär
Hemmo Silvennoinen startade i tysk-österrikiska backhopparveckan säsongen 1954/1955 tillsammans med lagkamraterna Eino Kirjonen och  Aulis Kallakorpi. I Finland hade man börjat att använde en mer aerodynamisk hoppstil. Armarna hölls bakåt och intill kroppen i stället för framåtsträckta. Med den nya stilen hoppade man längre än med den gamla. I öppningstävlingen i Schattenbergschanze i Oberstdorf i Tyskland vann de tre finländarna en trippel. Kallakorpi vann 2,0 poäng före Silvennoinen och Eino Kirjonen som delade andraplatsen. I Große Olympiaschanze i Garmisch-Partenkirchen vann Aulis Kallakorpi en ny deltävling före sina lagkamrater som säkrade en ny trippel. Kirjonen fick andraplatsen 5,5 efter Kallakorpi och 2,0 poäng före Silvennoinen. De två sista tävlingarna vanns av Torbjørn Ruste från Norge, båda före Silvennoinen, som var 3,0 poäng efter i Bergiselschanze i Innsbruck i Österrike, och 7,0 poäng efter i Paul-Ausserleitner-Schanze i Bischofshofen. Hemmo Silvennoinen vann backhopparveckan 1954/1955 före lagkamraterna Kirjonen (2,8 poäng efter Silvennoinen) och Kallakorpi (36,9 poäng efter). Silvennoinen var den första finländaren som vann backhopparveckan sammanlagt. Han var också första backhopparen att vinna backhopparveckan totalt utan att vinna en delseger.
Silvennoinen tävlade även i backhopparveckan säsongen efter, 1955/1956. Turneringen startade bra för Finland. Dubbelseger genom Eino Kirjonen och Aulis Kallakorpi i öppningstävlingen i Oberstdorf och en ny dubbel genom Silvennoinen (som vann sin första deltävling i backhopparveckan) och Kirjonen. I resten av turneringen placerade inte finländarna sig bland de tio bästa. 
Hemmo Silvennoinen deltog i olympiska spelen 1956 i Cortina d'Ampezzo i Italien. De finländska backhopparna vann en dubbelseger genom Antti Hyvärinen och Aulis Kallakorpi. Eino Kirjonen blev nummer sju och Hemmo Silvennoinen blev nummer tio.
Under tysk-österrikiska backhopparveckan 1961/1962 blev Silvennoinen nummer tre sammanlagt. Han blev som bäst nummer fyra i en dältävling, i öppningstävlingen i Oberstdorf. Silvennoinen var 21,8 poäng efter segrande landsmannen Kirjonen och 10,2 poäng efter Willi Egger från Österrike.
I skid-VM 1962 i Zakopane i Polen tävlades det i två backar (normalbacke och stor backe). Silvennoinen startade i normalbacken och blev nummer fyra. Han var endast 4,7 poäng efter guldvinnaren Toralf Engan från Norge och 0,7 poäng från en bronsmedalj.
Hemmo Silvennoinen avslutade sin aktiva idrottskarriär 1962.